# 曹德雪
曹德雪（英語：TSO Tak-suet，1952年—），香港茶餐廳老闆和慈善家。在資金不足的情況下，仍為一群需要帮助者提供基本膳食支援服務。
曹德雪曾獲得社會福利署「傑出社區愛心商戶」榮銜的嘉許。

## 相關訪問
- 2009年2月5日，曹德雪接受壹週刊第987期雜誌的訪問，專題為《非常人語—絕望救星 曹德雪》。[4]
- 2013年10月1日，接受TVB今日VIP的專訪。